# Beuroner Kongregation

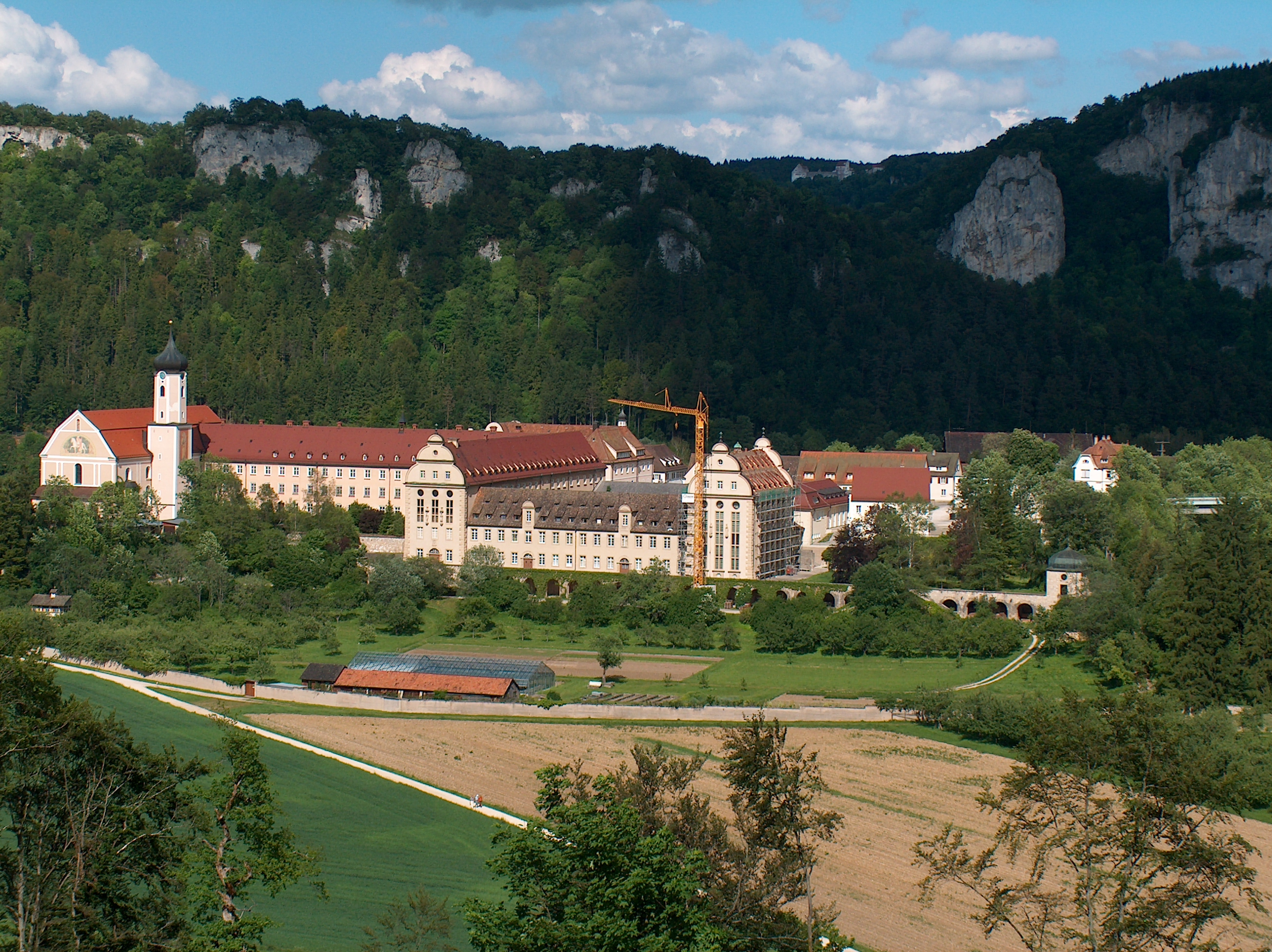
Erzabtei Beuron im Oberen Donautal

Die Beuroner Benediktiner-Kongregation (lat.  Congregatio Beuronensis Ordinis Sancti Benedicti) ist ein Zusammenschluss von größtenteils im deutschsprachigen Raum angesiedelten Benediktinerklöstern, dem sowohl Männer- als auch Frauenklöster angehören. Die Kongregation steht unter dem Patronat des heiligen Martin von Tours.

## Geschichte
Ursprung der Beuroner Kongregation ist das 1863 durch Maurus Wolter OSB und Placidus Wolter OSB gegründete Kloster Beuron als heutige Erzabtei des Verbundes. Bereits die ersten Deklarationen von 1866 hatten eine Ausweitung auf eine Kongregation im Blick. Nach der weiteren Gründung von Maredsous (Belgien) wurden 1873 die ersten Konstitutionen der Beuroner Kongregation von Rom bestätigt. Weitere Gründungen im Ausland erfolgten in der Zeit des Kulturkampfes, als die Gemeinschaft aus Beuron vertrieben wurde. 1868 übernahm die Kongregation das Prager Emmauskloster. Nach Beendigung des Kulturkampfes konnten in den folgenden Jahrzehnten weitere Klöster in Deutschland gegründet werden, so 1893 Maria Laach, 1904 Gerleve, 1919 Grüssau in Schlesien, 1920 Neresheim, 1922 Weingarten, 1926 Neuburg und andere. Die letzten Gründungen waren die Wiederbesiedlung der Abtei Tholey 1949 und die Neugründung von Kloster Nütschau durch Gerleve 1951.
Auch im Ausland engagierte sich die Kongregation weiterhin, unter anderem in Belgien, Österreich, Portugal, Brasilien und Japan; 1906 wurde die Dormitio-Abtei in Jerusalem gegründet. Die Gründungen außerhalb von Deutschland und Österreich trennten sich später, oft aus politischen Gründen, von der Beuroner Kongregation.
Als erstes Frauenkloster der Kongregation wurde 1889 die Abtei St. Gabriel in Prag gegründet, die 1920 nach Bertholdstein in der Steiermark verlegt wurde; es folgten 1893 Maredret in Belgien und 1904 die Abtei St. Hildegard in Eibingen und 1924 die Abtei St. Erentraud, Kellenried. Neuere Gründungen sind Kloster Engelthal (gegründet 1962) und Kloster Marienrode (gegründet 1988). Weitere Frauenklöster wurden als schon bestehende Gemeinschaften in die Beuroner Kongregation aufgenommen.
Zu Beginn stand die Kongregation unter der Leitung des Abtes von Beuron, der als Erzabt der Kongregation fungierte. Der Abstimmung untereinander und der Regelung anstehender Fragen diente das Generalkapitel, zu dem die amtierenden Äbte in größeren Abständen zusammenkamen. Dieses System war stark zentralistisch ausgerichtet; so mussten alle Klöster der Kongregation Klosterbräuche, Tagesablauf, Gottesdienstzeiten und -formen so übernehmen, wie sie von Beuron vorgegeben wurden. Das Erzabt-System wurde 1936 durch das Abtpräses-System abgelöst; das Generalkapitel, das alle sechs Jahre tagt, wählt einen der amtierenden Äbte der Kongregation für die Zeit bis zum nächsten Generalkapitel zum Abtpräses. Damit wurde die Kongregation föderalistischer, und die einzelnen Klöster konnten mehr eigenes Profil entwickeln.
1984 wurden die gemäß dem Codex Iuris Canonici von 1983 überarbeiteten Statuten der Kongregation und die Deklarationen für die Männer- und die Frauenklöster approbiert. Als Aufgaben der Kongregation nennen die Statuten die Förderung der Beachtung der Regel in den Klöstern, gegenseitige Hilfe und gemeinsame Bewältigung von Aufgaben und Problemen sowie den Austausch zwischen Männer- und Frauenklöstern. Das Generalkapitel, bestehend aus den Oberen und gewählten Konventsvertretern aller Mitgliedsklöster, kommt alle sechs Jahre zusammen. Seit 2003 haben die Vertreterinnen der Frauenklöster beim Generalkapitel volles Stimmrecht. Der Beuroner Kongregation gehören neun Männer- und neun Frauenklöster in Dänemark, Deutschland, Österreich und Südtirol an. Zu ihr gehören 2025 rund 150 Mönche und 160 Nonnen.

## Männerklöster
Bestehende Klöster
1. Erzabtei St. Martin, Beuron
2. Abtei Unserer Lieben Frau, Seckau, Steiermark
3. Abtei Maria Laach, Glees
4. Abtei St. Joseph, Gerleve
5. Abtei der heiligen Ulrich und Afra, Neresheim
6. Abtei vom heiligen Bartholomäus, Heidelberg
7. Abtei St. Mauritius, Tholey
8. Priorat St. Ansgar, Nütschau

Aufgehobene Klöster
- Abtei Grüssau in Bad Wimpfen (Aufgabe des Klosters 2004)
- Abtei Weingarten, Oberschwaben (Aufgabe des Klosters 2010)

## Frauenklöster
Bestehende Klöster
1. Abtei St. Hildegard, Eibingen
2. Abtei vom Hl. Kreuz, Herstelle
3. Abtei St. Erentraud, Kellenried
4. Abtei zur Hl. Maria, Engelthal, Hessen
5. Abtei Unserer Lieben Frau, Varensell
6. Abtei zur Heiligen Maria, Fulda
7. Abtei Mariendonk, Grefrath, Nordrhein-Westfalen
8. Priorat Marienrode, Hildesheim
9. Priorat „Vor Frue Kloster“, Aasebakken, Dänemark

Aufgehobene Klöster
- Benediktinerinnenkloster St. Gabriel, Prag und Burg Bertholdstein (1888–1918)
- Abtei vom Hl. Kreuz, Säben, Südtirol (17. Jh.–2021)

## Erzäbte bzw. Präsides der Beuroner Kongregation
1. Maurus (Rudolf) Wolter, 1873–1890 (Beuron)
2. Placidus (Ernst) Wolter, 1890–1908 (Beuron)
3. Ildefons (Friedrich) Schober, 1908–1917 (Beuron)
4. Raphael (Josef) Walzer, 1918–1936 (Beuron)
5. Raphael Molitor, 1936–1948 (Gerleve)
6. Bernhard Durst, 1948–1960 (Neresheim)
7. Benedikt Reetz, 1960–1964 (Beuron)
8. Petrus Borne, 1965–1976 (Tholey)
9. Laurentius Hoheisel, 1976–1995 (Grüssau-Wimpfen)
10. Anno Schoenen, 1995–2008 (Maria Laach)
11. Albert Schmidt, 2008–2021 (Beuron)
12. Franziskus Berzdorf, seit 2021 (Beuron)[3]

### Allgemein
- Regula sancti Patris Benedicti, abbatis et monachorum patriarchae cum Constitutionibus Congregationis Beuronensis a. S. Sede approbatis jussu Reverendissimi Domini D. Mauri Wolter Abbatis, dictae Congreg. Archiabbatis. Typographia Pontif. Benedict. Raigradensium, Brunae [Brünn] 1884.
- Justinus Uttenweiler: Der Beuroner Klösterverband im Zweiten Weltkrieg. In: Benediktinische Monatschrift, XXII Jg. (1946), S. 68–77.
- Geistliche Wegweisung. Directorium spirituale für die Beuroner Kongregation. Beuroner Kunstverlag, Beuron 1984, ISBN 3-87071-043-8.
- Die Regel des Heiligen Benedikt mit den Deklarationen für die Mönchsklöster, den Statuten und dem Direktorium spirituale der Beuroner Benediktinerkongregation. Hrsg. im Auftrag es 20. Generalkapitels der Beuroner Kongregation. Abtei Gerleve, Billerbeck 1985.
- Benedikt Schwank: Benediktiner im Allgemeinen und Beuroner Benediktiner im Besonderen. Ein Vortrag vor Jesuiten. In: Erbe und Auftrag. 72. Jg. (1996), S. 482–490.
- Basilius Senger (Hrsg.): Die Beuroner Benediktiner-Kongregation und ihre Klöster. 2. Auflage. Beuroner Benediktiner-Kongregation, Beuron 1997.
- Stephan Petzolt, Bernhard Givens: Die Beuroner Benediktinerkongregation. In: Ulrich Faust, Franz Quarthal: Die Reformverbände und Kongregationen der Benediktiner im deutschen Sprachraum (= Germania Benedictina. Bd. 1). EOS-Verlag, St. Ottilien 1999, ISBN 3-8306-6994-1, S. 705–729.
- Franziskus Berzdorf OSB: Die nachkonzilare Entwicklung der Konstitutionen der Beuroner Benediktinerkongregation. In: Laurentius Eschlböck OSB (Hrsg.): Das nachkonziliare Eigenrecht der deutschsprachigen Benediktiner. EOS Editions, St. Ottilien 2022, ISBN 978-3-8306-8163-2, S. 49–70.
- Beuroner Kongregation. In: Erbe und Auftrag 101 (2025), S. 72–73. [mit aktueller Statistik]

### Generalkapitel und Äbtekonferenzen
- Franziskus Berzdorf: Beuroner Äbtekonferenz in Nütschau. In: Erbe und Auftrag 74. Jg. (1998), S. 521.
- Franziskus Berzdorf: 23. Generalkapitel der Beuroner Kongregation. In: Erbe und Auftrag 78. Jg. (2002), S. 239–240.

### Heraldik und Necrologium
- Album Heraldicum Beuronense O.S.B. 1863–2020. Herausgegeben im Auftrage der Beuroner Kongregation durch Franziskus Berzdorf OSB, gezeichnet von Heribert C. Staufer, Beuron 2020. EOS, St. Ottilien 2020, ISBN 978-3-8306-7963-9. [mit zahlreichen farbigen Abbildungen der Wappen]
- Necrologium Congregationis Benedictinae Beuronensis O.S.B. 1863–2018. Herausgegeben im Auftrage des Generalkapitels durch Franziskus Berzdorf OSB, Beuron 2018. EOS, St. Ottilien 2018, ISBN 978-3-8306-7894-6. [Kurztitel: Necrologium Beuronense]